# Baghramyan (Ararat)
Baghramyan (in armeno Բաղրամյան?, fino al 1949 Bashnalu) è un comune dell'Armenia di 1 952 abitanti (2008) della provincia di Ararat.